# Bettborn
|  | Per a altres significats, vegeu «Bettborn (Luxemburg)». |

Bettborn és un comú francès al departament del Mosel·la (regió de Gran Est). L'any 2007 tenia 413 habitants.

## Demografia

### Població
El 2007 la població de fet de Bettborn era de 413 persones. Hi havia 144 famílies, de les quals 28 eren unipersonals (16 homes vivint sols i 12 dones vivint soles), 32 parelles sense fills, 80 parelles amb fills i 4 famílies monoparentals amb fills.
La població ha evolucionat segons el següent gràfic:

### Habitatges
El 2007 hi havia 159 habitatges, 149 eren l'habitatge principal de la família i 10 estaven desocupats. 151 eren cases i 8 eren apartaments. Dels 149 habitatges principals, 128 estaven ocupats pels seus propietaris, 19 estaven llogats i ocupats pels llogaters i 2 estaven cedits a títol gratuït; 3 tenien dues cambres, 1 en tenia tres, 28 en tenien quatre i 117 en tenien cinc o més. 122 habitatges disposaven pel capbaix d'una plaça de pàrquing. A 51 habitatges hi havia un automòbil i a 82 n'hi havia dos o més.

### Piràmide de població
La piràmide de població per edats i sexe el 2009 era:
| Homes | Edats   | Dones |
| ----- | ------- | ----- |
| 0     | 95 o +  | 0     |
| 0     | 90 a 94 | 0     |
| 0     | 85 a 89 | 0     |
| 0     | 80 a 84 | 8     |
| 0     | 75 a 79 | 8     |
| 12    | 70 a 74 | 12    |
| 0     | 65 a 69 | 8     |
| 0     | 60 a 64 | 4     |
| 16    | 55 a 59 | 4     |
| 24    | 50 a 54 | 12    |
| 8     | 45 a 49 | 16    |
| 24    | 40 a 44 | 24    |
| 12    | 35 a 39 | 12    |
| 20    | 30 a 34 | 8     |
| 8     | 25 a 29 | 4     |
| 24    | 20 a 24 | 12    |
| 20    | 15 a 19 | 20    |
| 12    | 10 a 14 | 24    |
| 20    | 5 a 9   | 8     |
| 8     | 0 a 4   | 8     |

## Economia
El 2007 la població en edat de treballar era de 286 persones, 214 eren actives i 72 eren inactives. De les 214 persones actives 197 estaven ocupades (105 homes i 92 dones) i 17 estaven aturades (8 homes i 9 dones). De les 72 persones inactives 25 estaven jubilades, 22 estaven estudiant i 25 estaven classificades com a «altres inactius».

### Ingressos
El 2009 a Bettborn hi havia 146 unitats fiscals que integraven 415 persones, la mediana anual d'ingressos fiscals per persona era de 17.968 €.

### Activitats econòmiques
Dels 5 establiments que hi havia el 2007, 1 era d'una empresa extractiva, 1 d'una empresa de construcció, 1 d'una empresa de comerç i reparació d'automòbils, 1 d'una empresa de transport i 1 d'una entitat de l'administració pública.
L'únic servei als particulars que hi havia el 2009 era un paleta.
L'any 2000 a Bettborn hi havia 4 explotacions agrícoles.

## Equipaments sanitaris i escolars
El 2009 hi havia una escola elemental integrada dins d'un grup escolar amb les comunes properes formant una escola dispersa.

## Poblacions properes
El següent diagrama mostra les poblacions més properes.